# Luc. van Hoek

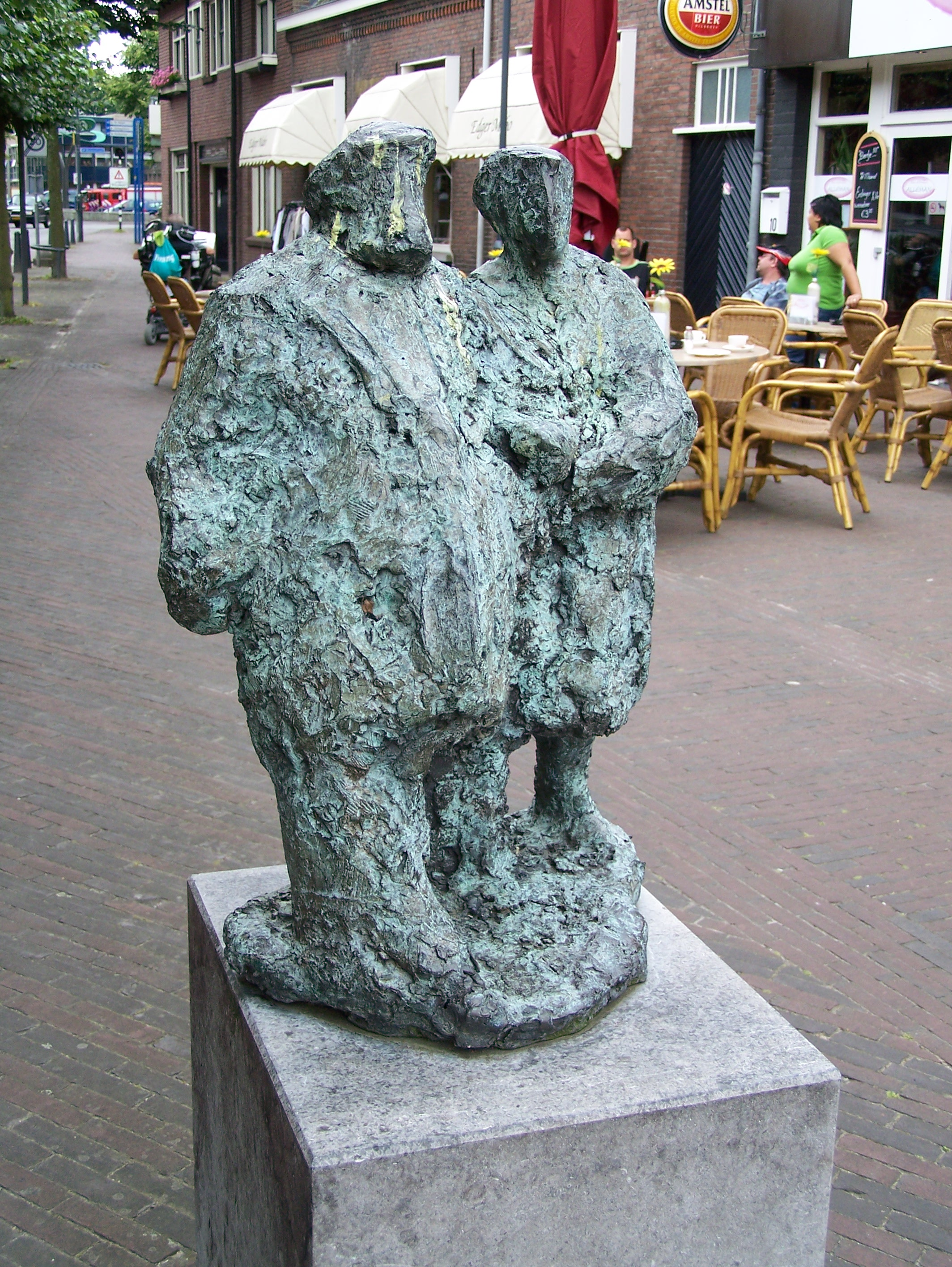
"Het Echtpaar", beeldengroep van Bart van Hoek, voorstellende zijn ouders Luc. en Lena van Hoek, Goirle (1991)

Lucianus (Luc.) Albertus Matthias Maria van Hoek (Tilburg, 30 juni 1910 - Goirle, 29 januari 1991) was een Nederlands kunstenaar en dichter.
Van Hoek werd geboren in Tilburg maar vestigde zich na zijn huwelijk in Goirle, waar hij de rest van zijn leven zou wonen. 
Hij studeerde Nederlandse Taal- en Letterkunde aan de Katholieke Leergangen in Tilburg. 
Van Hoek was een veelzijdig kunstenaar, vooral bekend vanwege zijn vele glas-in-loodramen in met name Noord-Brabantse kerken. Vanaf 1935 was Van Hoek ontwerper van de huisstijl en vaste illustrator van het katholieke tijdschrift Brabantia Nostra. Hij was verbonden aan de Hollandse Textiel Industrie in Goirle, voor welk bedrijf hij ter gelegenheid van het vijfentwintigjarig bestaan glas-in-loodramen ontwierp. Ook was hij ontwerper van liturgische kledij en kostuumontwerper voor historiespelen en processies, waarvan hij vaak de enscenering voor zijn rekening nam. In 1955 ontwierp hij een volledig vernieuwde processiestoet van negen groepen die hulde bracht aan het Heilig-Hartbeeld in Tilburg.
Naast zijn werk als beeldend kunstenaar was Van Hoek schrijver en dichter. Hij schreef en publiceerde zelf geïllustreerde jeugdverhalen en enkele bundels gedichten. Ook schreef hij een jeugdboek over het leven van Peter Paul Rubens onder het pseudoniem Barend Ballinck. Daarnaast ver- en hertaalde hij liturgische gezangen. Zo was hij onder meer de vertaler van de katholieke Nederlandstalige versie van Es ist ein Ros entsprungen. 
In 1985 werd Van Hoek Ridder in de Orde van Oranje-Nassau en in 1986 gaf de gemeente Goirle een gedenkboek over hem uit. Na zijn overlijden werd zijn archief deels overgedragen aan het Museum voor Religieuze Kunst in Uden. 
Van Hoek was getrouwd met de violiste Helena Sieben. Hij is de vader van beeldhouwer Bart van Hoek en de componist Frans van Hoek.

## Dichtbundels
- Tussen Demer en Dommel (Tilburg, 1935)
- De Roothoorn (Tilburg, 1938)
- Grisaille (Tilburg, 1947).

- Biografisch Portaal: 77866187
- Digitale Bibliotheek voor de Nederlandse Letteren: hoek006
- International Standard Name Identifier: 0000 0003 9167 8687
- Library of Congress Control Number: no2019099507
- Nederlandse Thesaurus van Auteursnamen: 06882033X
- RKD-Nederlands Instituut voor Kunstgeschiedenis: 38765
- Union List of Artist Names: 500662777
- Virtual International Authority File: 285550415